# Роберт Вайллер
Роберт Вайллер (нім. Robert Weiller) — німецький футболіст, що грав на позиції півзахисника, зокрема, за клуб «Лозанна». Дворазовий чемпіон Швейцарії. Володар Кубка Швейцарії.

## Клубна кар'єра
Виступав у складі швейцарського клубу «Лозанна». Почав виступи у команді не пізніше 1931 року і грав, як мінімум, до 1938 року. У національному чемпіонаті 1931-32 року «Лозанна» стала переможцем другого футбольного дивізіону Швейцарії. За тодішнім регламентом до фінального турніру чемпіонату країни потрапляли перші місця двох груп вищого дивізіону, переможець плей-оф для других місць і чемпіон другого дивізіону. Це стало можливим через незадоволення клубів розподілом учасників на дивізіони після переформатування ліги, тому федерація дала можливість переможцю другого дивізіону також поборотись за перемогу в фінальному турнірі. В перших двох турах «Лозанна» зіграла внічию з «Грассгоппером» (2:2) і «Уранією» (1:1). В третьому турі клуб зустрічався з «Цюрихом», що мав дві перемоги, і здобув перемогу з рахунком 4:2, тому виникла ситуація, коли обидві команди набрали однакому кількість очок. Для визначення чемпіона був призначений додатковий матч між цими ж суперниками, що відбувся через тиждень 3 липня 1932 року. «Лозанна» вдруге обіграла «Цюрих» з рахунком 5:2 і стала чемпіоном. Такий формат змагань проіснував лише два роки, тому «Лозанна» стала єдиним клубом, що має в своєму розпорядженні рідкісне досягнення — перемогу в чемпіонаті Швейцарії, будучи клубом другого дивізіону.
В сезоні 1934-1935 виграв з клубом чемпіонат Швейцарії. «Лозанна» на одне очко випередила «Серветт». В цьому ж році команда здобула Кубок Швейцарії, розгромивши у фіналі «Нордштерн» з рахунком 10:0.
В чемпіонаті 1935-1936 «Лозанна» вдруге поспіль стала переможцем. Влітку клуб взяв участь в Кубку Мітропи. Швейцарські клуби вперше отримали запрошення виступити в турнірі і розпочинали свій шлях в кваліфікаційному раунді. Всі чотири команди зі Швейцарії не змогли пройти цю стадію. «Лозанна» зустрічалась з чехословацьким клубом «Жиденіце» і в першому матчі програла з рахунком 0:5. Вдома клуб з Лозанни виграв з рахунком 2:1, але далі пройшов суперник. 
В 1937 році «Лозанна» невдало виступила в чемпіонаті, опустившись на восьме місце. В кубку команда дійшла до фіналу, де з великим рахунком програла «Грассгопперу» — 0:10.

## Статистика виступів

### Статистика виступів в чемпіонаті
Виступи у вищому дивізіоні чемпіонату Швейцарії починаючи з сезону 1933/34.
| Сезон                       | Матчі | Голи | Клуб    |
| --------------------------- | ----- | ---- | ------- |
| Чемпіонат Швейцарії 1933/34 | 30    | 0    | Лозанна |
| Чемпіонат Швейцарії 1934/35 | 22    | 0    | Лозанна |
| Чемпіонат Швейцарії 1935/36 | 26    | 1    | Лозанна |
| Чемпіонат Швейцарії 1936/37 | 19    | 1    | Лозанна |
| Чемпіонат Швейцарії 1937/38 | 20    | 1    | Лозанна |
| РАЗОМ                       | 117   | 3    |         |

### Статистика виступів у Кубку Мітропи
| №                      | Розіграш               | Стадія                 | Дата та місце проведення | Команда 1              | Рахунок | Команда 2       | Голи |
| ---------------------- | ---------------------- | ---------------------- | ------------------------ | ---------------------- | ------- | --------------- | ---- |
| 1                      | 1936                   | кв. раунд              | 7.06.1936 Брно           | Жиденіце (Брно)        | 5:0     | Лозанна         |      |
| 2                      | 1936                   | кв. раунд              | 14.06.1936 Лозанна       | Лозанна                | 2:1     | Жиденіце (Брно) |      |
| Всього у кубку Мітропи | Всього у кубку Мітропи | Всього у кубку Мітропи | Всього у кубку Мітропи   | Всього у кубку Мітропи | 2       |                 | 0    |

## Титули і досягнення
- Чемпіон Швейцарії (3):

«Лозанна»: 1931–1932, 1934-1935, 1935-1936
- Володар Кубка Швейцарії (1):

«Лозанна»: 1935
- Фіналіст Кубка Швейцарії (1):

«Лозанна»: 1937